# Kelmerzy warmińscy
Kelmerzy warmińscy – określenie stanu w społeczności dawnej Warmii, wolni, którym ziemię nadano na podstawie prawa chełmińskiego (ius Culmense).
Społeczeństwo dawnej Warmii dzieliło się na stany. Biskup Ignacy Krasicki w sprawozdaniu „ad limina Apostolorum” przesłanym do Rzymu w roku 1771 pisał, iż „w obu domenach biskupiej i kapitulnej są cztery stany: szlachta, mieszczanie, wolni i wieśniacy ... wolni to ci, którzy od biskupa lub kapituły tytułem lenna otrzymali parę łanów pod tym warunkiem, aby wyposażeni w lżejszą broń walczyli w obronie Kościoła ...”.
W księstwie warmińskim szlachta nie odgrywała tak ważnej roli jak w Rzeczypospolitej. Stan szlachecki na Warmii ukształtował się dopiero w połowie XV w.  Szlachta  warmińska była całkowicie zależna od panów zwierzchnich, biskupa bądź kapituły, szlachcic warmiński zobowiązany był do składania biskupowi przysięgi posłuszeństwa.  Na Warmii mieszkało tylko ok. 90 rodów szlacheckich, tzn. zaledwie 0,6% ogółu mieszkańców (w spisie w 1772 r. naliczono na Warmii ogółem 96547 osób). Bardziej znanymi rodami szlacheckimi w II poł. XVII w. byli: Guldensternowie, Hattyńscy, Stanisławscy, Gąsiorowscy, Bartschowie, Marquartowie, Demuthowie, Łączyńscy, Nyczowie, Oelsonowie, Nenchenowie, Troschkowie i inni.
W komornictwie olsztyńskim w XVII w. mieszkało zaledwie kilkanaście rodzin szlacheckich. Najzamożniejsi byli Grzymałowie, do których należał Track, a wieku XVIII także Nikielkowo. Rodziny szlacheckie były na ogół powiązane ze sobą przez małżeństwa. Dóbr szlacheckich w krajobrazie warmińskim było niewiele, stąd też mało zachowało się szlacheckich dworków i pałaców.
Znacznie liczniejszą grupę stanowili wolni, zaliczeni przez biskupa Ignacego Krasickiego, po szlachcie i mieszczaństwie do stanu trzeciego. Wolni była to ta część ludności, która oparła się przypisaniu do ziemi i zachowała wolność osobistą. Wolni nie mieli tak dużych gospodarstw jak szlachta; jednakże gospodarstw tych (zwanych „bona libertinalia”) było znacznie więcej niż szlacheckich. Każdy wolny miał przywilej nadany przez pana zwierzchniego na posiadaną ziemię. W zależności od prawa, na podstawie którego nadano im ziemię, wyróżniano:
- wolnych chełmińskich czyli kelmerów (łac. Culm – Chełmno),
- wolnych magdeburskich,
- wolnych pruskich.

Wolni chełmińscy i magdeburscy posiadali stosunkowo duże gospodarstwa, liczące nawet 16 łanów (włók). Jeden łan chełmiński równał się 30 morgom (17,995 ha). Jedna morga liczyła 30 prętów kwadratowych = 0,599 ha.
Wolni pruscy posiadali mniejsze gospodarstwa, o pow. ok. 4 łanów.
Na wolnych ciążył obowiązek służby wojskowej, czynsz i pewne świadczenia szarwarkowe (roboty służebne). Przy sprzedaży ziemi wolni płacili podatek zwany laudemią (szlachta była zwolniona z tego podatku). Podlegali też innemu sądownictwu niż szlachta.
Wolni, tak jak inne stany, zasiadali w sejmiku warmińskim. Miejscem obrad sejmiku był na ogół Lidzbark Warmiński. Sejmik zwoływał biskup warmiński w porozumieniu z kapitułą, zazwyczaj po sejmiku Prus Królewskich, mniej więcej dwa razy w ciągu roku. Obrady sejmiku odbywały się na zamku lidzbarskim, w sali stanów warmińskich.
Kelmerzy byli to wolni, którym ziemię nadano na podstawie prawa chełmińskiego (ius Culmense). Określenie prawo chełmińskie wywodzi się od nazwy miasta Chełmna, lokowanego przez Krzyżaków w 1233 r. Dokument lokacyjny Chełmna wystawiono jednocześnie dla dwóch miast: Chełmna i Torunia. Przywilej chełmiński wydany przez Krzyżaków w roku 1233 spłonał około roku 1244. Wówczas Zakon wydał nowy dokument w dniu 1 października 1251 r., tzw. odnowiony przywilej chełmiński. Tym razam sprządzono dwa dokumenty, dla Chełmna i Torunia. Odnowiony przywilej chełmiński przechowywany jest po dziś dzień w Geheimes Staatsarchiv Berlin-Dahlem. Przywilej toruński również się zachował i przechowywany jest w Archiwum Państwowym w Toruniu.
Krzyżacy tworząc słynne prawo chełmińskie wykorzystali elementy prawa magdeburskiego (łac. ius municipale magdeburgense), węgierskiego i flamandzkiego. Mocą przywileju chełmińskiego lokowano w średniowieczu i w epoce nowożytnej
225 miast i 1364 wsie i wszelkiego rodzaju osady. W roku 1476 król Kazimierz IV Jagiellończyk ustanowił prawo chełmińskie obowiązującym prawem dla Prus Królewskich. Prawo to w Prusach obowiązywało aż do rozbiorów.
W roku 1772 kelmerzy stanowili 5% ogółu ludności Warmii, w ich rękach znajdowało się 16,7% areału gruntów na Warmii. Przeciętne gospodarstwo kelmerskie liczyło 3 włóki (ok. 54 ha). Kelmerzy zazwyczaj korzystali z pracy zagrodników, użyczając im kilku morgów pod uprawę. Jednakże zagrodnicy ci nie byli poddanymi kelmerów. Przywilej posiadania poddanych posiadała jedynie szlachta. Kelmerzy ponosili ciężary związane z wojną: budowa umocnień, służba wojskowa, furaż koni. O ich uprzywilejowanej pozycji świadczą ustawy krajowe zezwalające kelmerom używanie stroju bogatszego, wykwintniejszego od chłopskiego. W kościele zajmowali pierwsze ławki, dopiero za nimi siadali chłopi, zagrodnicy, chałupnicy i parobcy.
Kelmerzy podobnie jak cała ludność Warmii byli głęboko religijni. W ich rodzinach czytano żywoty świętych oraz książki  o treści religijnej. Stawiali przy swoich domach kapliczki zaś przy drogach krzyże. Wraz z innymi pielgrzymowali w łosierach do miejscowości Głotowo i na odpust św. Rocha do Tłokowa. Czcili Opatrzność Bożą w Bartągu. Szczególną cześć oddawali Matce Bożej w sanktuariach takich jak: Święta Lipka, Stoczek Klasztorny, Krosno, Gietrzwałd. Popularnym imieniem nadawanym chłopcom w rodzinach kelmerskich było imię Jakub. Bardzo uroczyście obchodzono święto 25 lipca, tzn. dzień św. Jakuba, który był patronem żniw. Od tego czy będą udane żniwa zależała przecież egzystencja całej ludności. Żniwowano kosami i sierpami i miano za złe tym nielicznym, którzy zaczęli używać kosiarek, co oceniano jako brak poszanowania dla tradycji. Kośbę rozpoczynano ze słowami “No to w imię Boże”, za kosiarzem szła “ziązjarka” i wiązała snopy. Na koniec żniw z najpiękniejszych kłosów przyozdobionych polnymi kwiatami wiązano ostatni snop zwany “plonem” i pozostawiano go na polu.
Niżej od kelmerów w hierarchii społecznej byli sołtysi, których zaliczano już do stanu czwartego. Liczba sołtysów na Warmii sięgała ok. tysiąca osób, a zatem była to grupa znacząca. Niekiedy sołtysami zostawali kelmerzy.
Po roku 1772, tzn. po pierwszym rozbiorze Polski, pozycja społeczna kelmerów została uszanowana. Rząd pruski nie zdegradował ich do zwykłych chłopów. Profesor Ulrich Fox w swej książce o parafii w Barczewku, obejmującej lata 1325 – 1985, wymienia nazwiska wszystkich kelmerów, którzy mieszkali w Barczewku, Gadach i Tuławkach.
Poza kelmerami wolnością cieszyli się też młynarze i karczmarze. Na początku XVIII w. na Warmii było 66 młynów. Młynarz oprócz młyna posiadał też działkę ziemi, którą uprawiał. Jeszcze lepiej niż młynarzom wiodło się karczmarzom. Na początku XVIII w. odnotowano na Warmii 174 karczmy. Do uprzywilejowanej ludności wiejskiej należeli też bartnicy i pracownicy leśni.
Najliczniejszą grupę ludności wiejskiej stanowili chłopi przypisani do ziemi, nie posiadający żadnych praw. Najbogatsi chłopi zwani byli gburami. Ich gospodarstwa miały zazwyczaj dwa łany ziemi. Chłopi płacili czynsze, składali daniny w naturze, proboszczowi płacili dziesięcinę, odrabiali szarwark i pańszczyznę. Gorzej niż gburom wiodło się zagrodnikom, chałupnikom, parobkom i robotnikom dniówkowym. Tym ostatnim wiodło się najgorzej, nie mieli żadnej własności ani żadnych praw. Byli przypisani do ziemi. Należy jednak zaznaczyć, że położenie chłopów na Warmii było lepsze niż w sąsiednich Prusach Książęcych czy Królewskich.

## Piśmiennictwo (wybrane pozycje)
- S. Achremczyk, Historia Warmii i Mazur, wyd. II, Olsztyn 1997.
- S. Achremczyk, Warmia, Olsztyn 2000.
- J. Chłosta, Słownik Warmii (historyczno-geograficzny), Olsztyn 2002.
- J. Długosz, Opera omnia, ed. Przeździecki A., Cracoviae 1876.
- U. Fox, Kirchspiel Alt Wartenburg im Ermland mit Jadden-Tengutten-Tollack 1325-1985, Paderborn 1989.
- A. Nowakowski, Królewskie wolne miasto Wadowice (studia z dziejów i ustroju miasta), Warszawa 1994.
- J. Obłąk, Historia diecezji warmińskiej, Olsztyn 1959.
- K. Zielińska-Melkowska, Pierwotny i odnowiony przywilej chełmiński (1233 i 1251), Toruń 1984.
- M. Zientara-Malewska, Wieś nad łąkami, Olsztyn 1988.